# En klode i splid med sig selv
En klode i splid med sig selv er en dansk dokumentarfilm fra 1977 instrueret af Anker Sørensen og efter manuskript af Bertel Heurlin.

## Handling
Oplysning om livet på jorden - specielt konflikter og kaprustning - som en satellit fra et andet solsystem kunne tænkes at opfange.

## Medvirkende
- John Danstrup, TV-kommentator
- Kjeld Olesen
- Ib Nørlund